# شيخلو (مشكين شهر)
شيخلو هي قرية في مقاطعة مشكين شهر، إيران. عدد سكان هذه القرية هو 162 في سنة 2006.